# NGC 6968
NGC 6968 est une galaxie lenticulaire située dans la constellation du Verseau. Sa vitesse par rapport au fond diffus cosmologique est de 5 924 ± 35 km/s, ce qui correspond à une distance de Hubble de 87,4 ± 6,1 Mpc (∼285 millions d'al). NGC 6968 a été découverte par l'astronome français Édouard Stephan en 1883.